# باول لويس (مالك فريق ناسكار)
باول لويس (بالإنجليزية: Paul Lewis)‏ هو مالك فريق ناسكار ‏ أمريكي، ولد في 28 سبتمبر 1932 في جونسون سيتي في الولايات المتحدة.